# Lucy (rymdsond)
För andra betydelser, se Lucy.

Lucys väg genom solsystemet, set från Solen.
Lucy·
Solen·
Jorden·
52246 Donaldjohanson·
3548 Eurybates·
21900 Orus·
617 Patroclus

Lucy är en amerikansk rymdsond i NASA:s Discoveryprogram, utvecklad av Lockheed Martin, som ska studera flera av Jupiters trojaner. Rymdsonden sköts upp med en Atlas V-raket den 16 oktober 2021.
Rymdsondens uppgift är att studera en rad olika asteroider, genom att flyga förbi dem på relativ nära håll. Under resan kommer den även att passera jorden tre gånger.

## Instrument
- L'Ralph - Kamera för ljus 0,4-0,85 μm och för infrarött ljus 1,0-3,6 μm.[2]
- L'LORRI - Kamera med hög upplösning för synligt ljus 0,35-0,85μm.[2]
- L'TES - infrarött ljus 6-75 μm.[2]
- Gravity/Radio Science - rymdsondens radioutrustning kan även användas för att göra ett antal olika vetenskapliga undersökningar.

## Asteroider
| Datum           | Mål                  | Grupp                 | Typ                                               |
| --------------- | -------------------- | --------------------- | ------------------------------------------------- |
| 1 november 2023 | 152830 Dinkinesh     | Inner asteroidbältet  | Dubbelasteroid, S-typ asteroid                    |
| 20 april 2025   | 52246 Donaldjohanson | Inner asteroidbältet  | C-typ asteroid                                    |
| augusti 2027    | 3548 Eurybates       | Grekiska lägret (L4)  | Dubbelasteroid, C-typ asteroid                    |
| september 2027  | 15094 Polymele       | Grekiska lägret (L4)  | P-typ asteroid                                    |
| april 2028      | 11351 Leucus         | Grekiska lägret (L4)  | D-typ asteroid                                    |
| november 2028   | 21900 Orus           | Grekiska lägret (L4)  | D-typ och C-typ asteroid troligen dubbelasteroid. |
| mars 2033       | 617 Patroclus        | Trojanska lägret (L5) | Dubbelasteroid, P-typ asteroider                  |

## Galleri

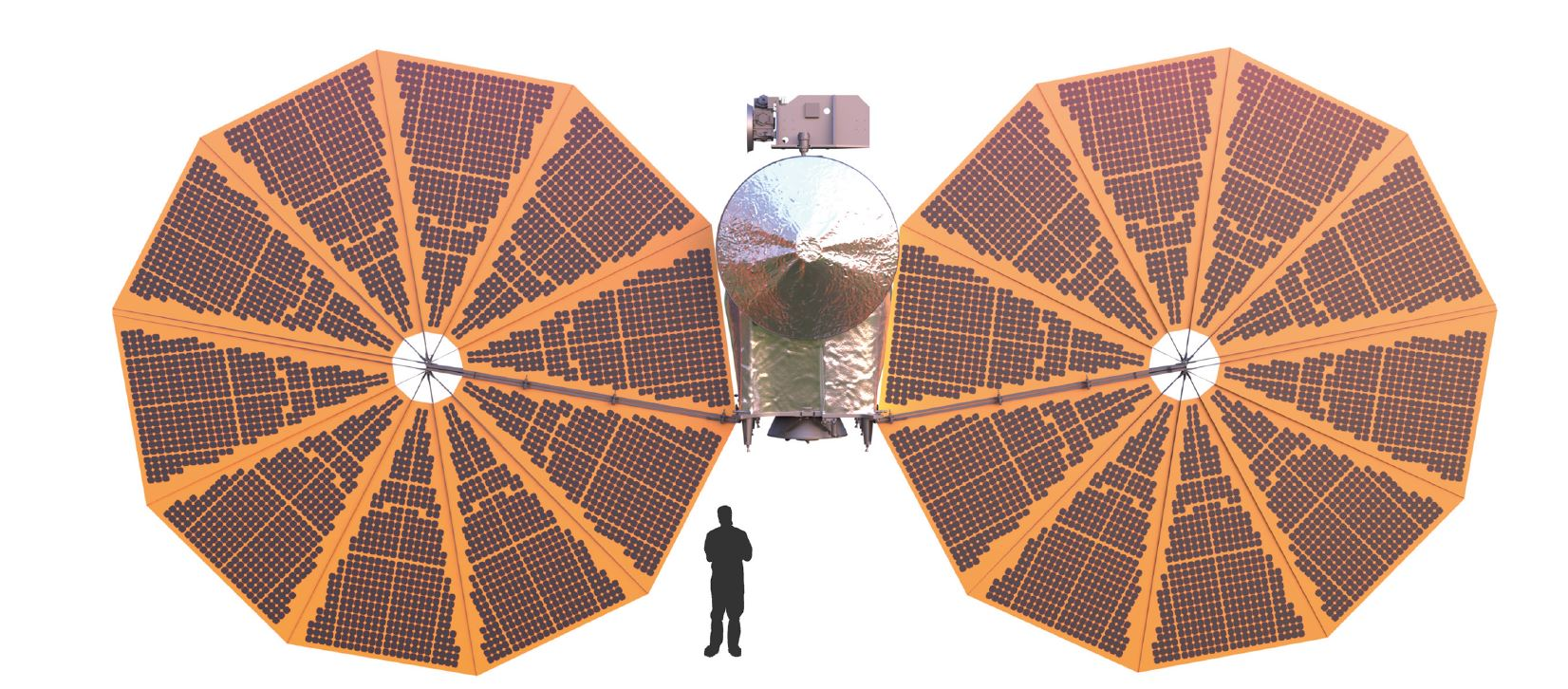
Illustration av Lucy
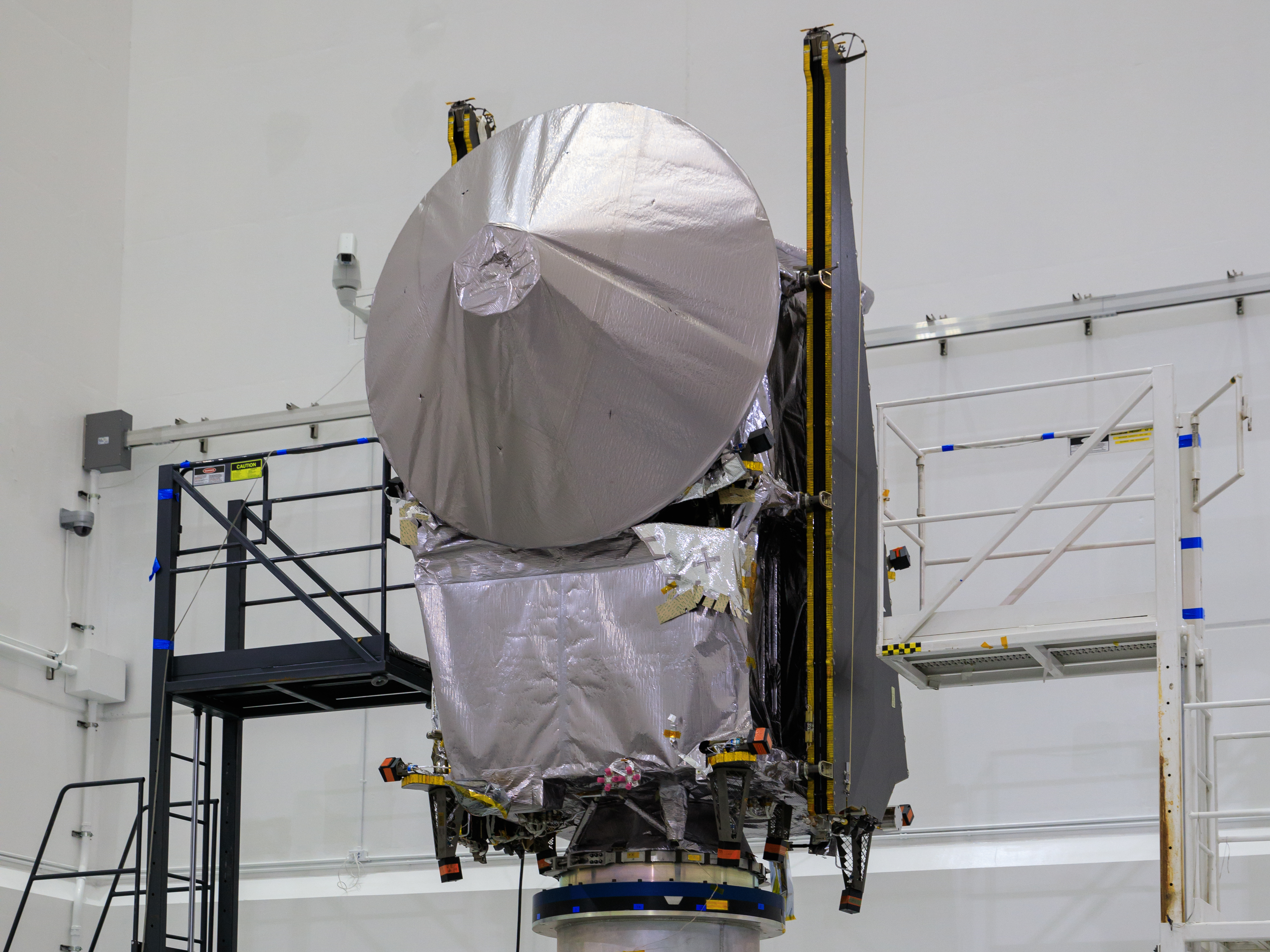
Lucy förbereds för uppskjutning
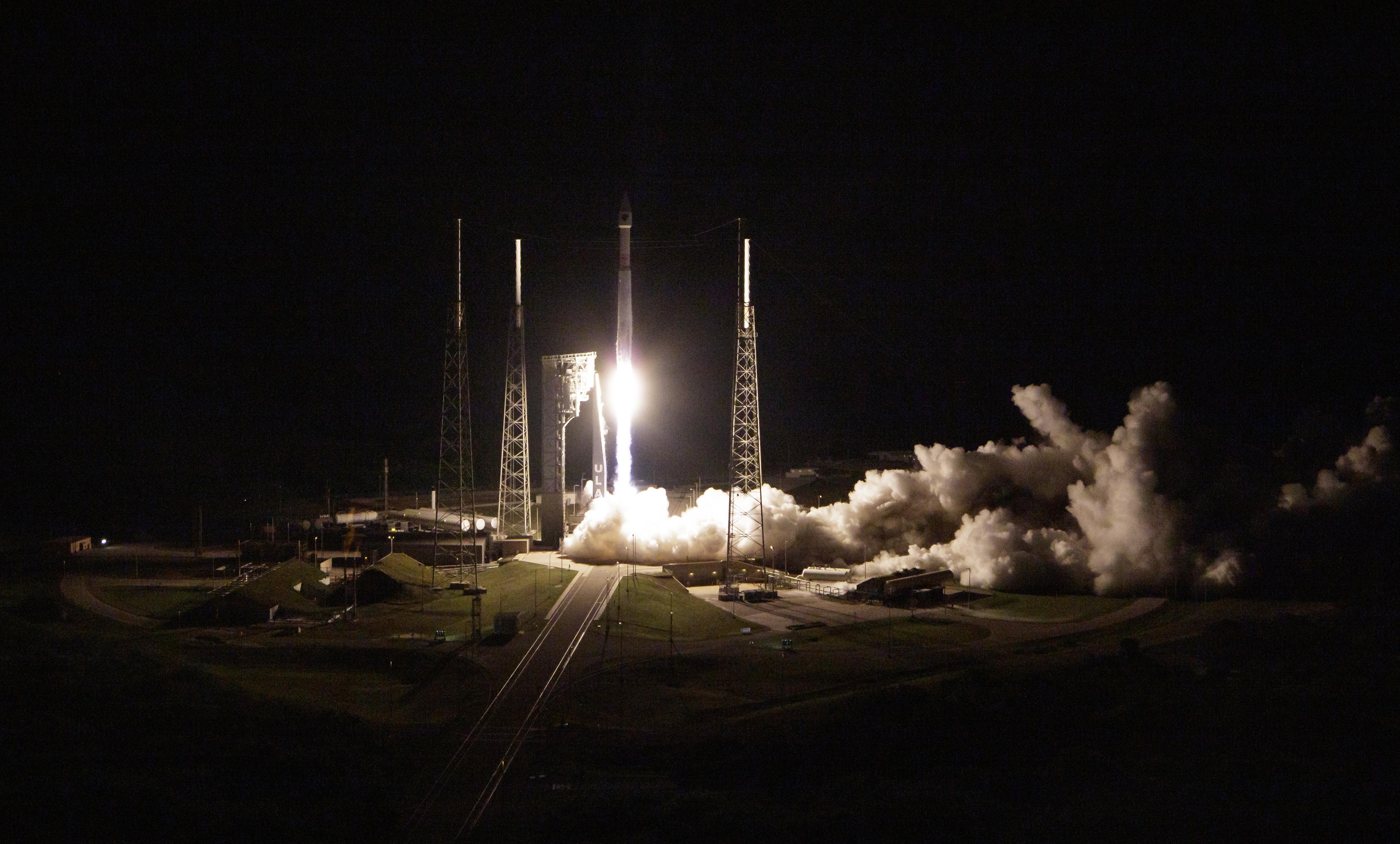
Uppskjutningen
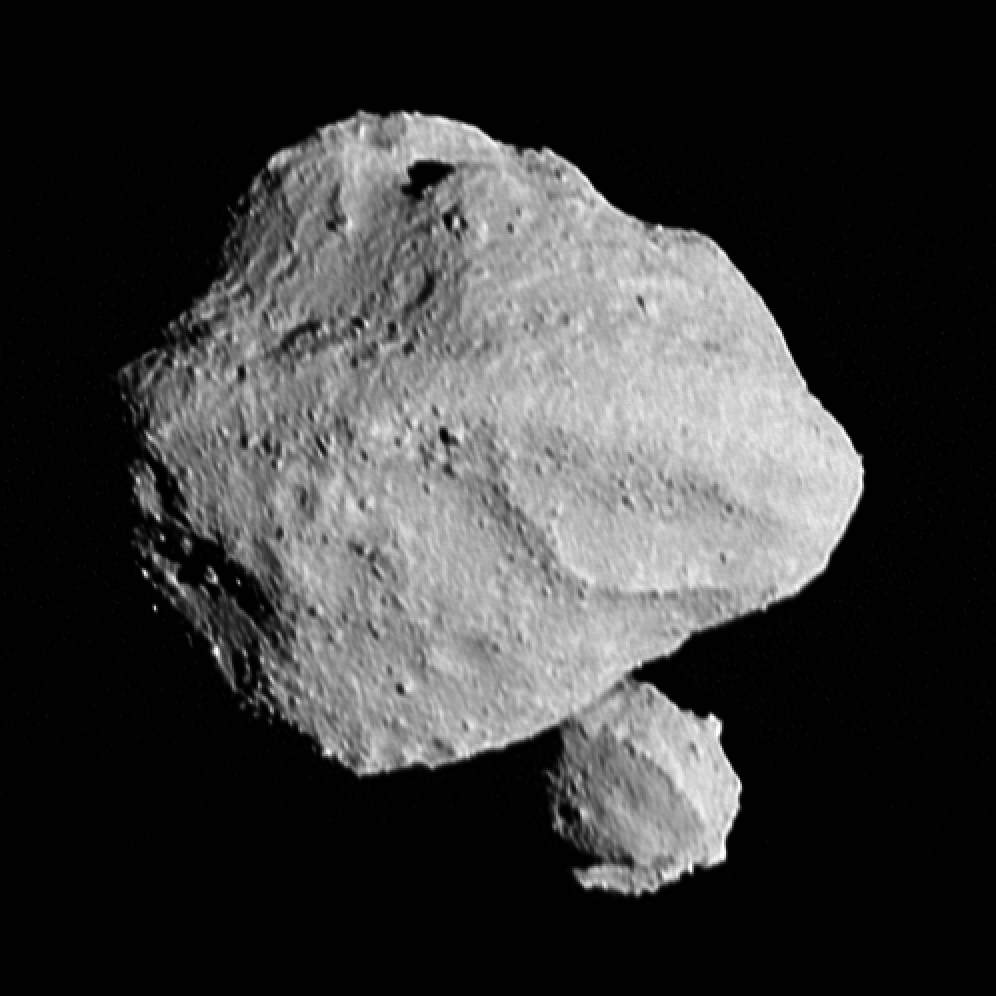
Dinkinesh och Selam

### Fotnoter
1. ↑  ”NASA Space Science Data Coordinated Archive” (på engelska). NASA. https://nssdc.gsfc.nasa.gov/nmc/spacecraft/display.action?id=2021-093A. Läst 15 maj 2022.
2. 1 2 3 4 5  ”The Lucy Spacecraft and Payload” (på engelska). NASA. 17 oktober 2020. http://lucy.swri.edu/mission/Spacecraft.html. Läst 2 augusti 2021.
3. 1 2 3 4 5 6 7  ”Mission Targets” (på engelska). NASA. 27 februari 2020. http://lucy.swri.edu/mission/Targets.html. Läst 2 augusti 2021.